# Атна (народ)
Атна (атсна; атнахтане, медновские/медновцы) — коренные жители Аляски бассейна реки Коппер (англ. Copper River — Медная река) из атабаскской этнолингвистической группы. Число представителей народа — ок. 500 человек, из которых 80 знают родной язык.
На западе атна граничили с танаина, на востоке и севере — с атапасками набесна (верховыми танана), на юге — индейцами эяки, на юго-западе по берегам и островам пролива Принца Вильгельма жили эскимосы чугачи. Существуют свидетельства дружественных отношений атна с двумя группами чугачей — тхалхинскими и татитлянскими, то есть с трхатлармиутами и татитлармиутами по классификации К. Биркет-Смита. Временами атна контактировали с тлинкитами, а также с атапасками тутчен, хан, танаина.

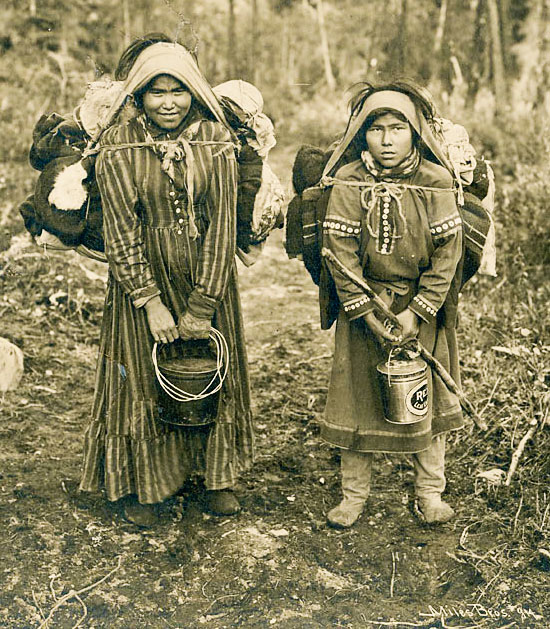
Две девочки из народа атна с традиционной системой поклажи

## Этнонимы
«Атна» переводится как «люди льда»; название реки Коппер — «Атна туу» (туу — вода), то есть «река народа атна». Народ атна также иногда называли «Жёлтый нож» (англ. Yellowknive) из-за использовавшихся ими медных ножей. Известно также другое одноимённое племя Йеллоунайф, которое не относилось к атна.
Русские поселенцы по отношению к низовым атна использовали этноним «медновцы» из-за богатых месторождений меди по берегам реки и её притоков; верховые атна, отличавшиеся особым диалектом, обозначались «колчане» (то есть гости), «медновские колчане» (то есть чужие люди) или «ближние колчане». Колчанами (гольцанами) русские называли и других атапасков (прежде всего танаина), иногда уточняя, что это «вторые» или «дальние колчане».
В свою очередь атна называли русских «кетчетняи», от «кетчи» — «железо», металла, с которым атна познакомились с приходом русских.

## Язык
В зависимости от места жительства вдоль реки Коппер различаются диалекты языка атна:
- Низовой атна (Ahtna’ht’aene) в устье реки у залива Аляска.
- Средний атна (Dan’ehwt’aene) в середине течения реки;
- Верховой атна (Tate’ahwt’aene) вверх по реке.
- Западный атна (Tsaay Hwt’aene) вымер[8].

Год делили на 15 месяцев (10 — зимних и осенних, 5 — весенних и летних) и называли по-порядку: первый, второй и так далее.
С граничащим на западе народом танаина (рус. кенайцы) атна были близки по языку и поддерживали наиболее тесные связи. 80 представителей народа атна говорят на родном языке В целях сохранения языка в 1990 году Джеймс Кари выпустил словарь языка атна. Несколько лет спустя народ атна самостоятельно выпустил словарь существительных своего языка (The Ahtna Noun Dictionary of Pronunciation Guide: Ahtna Heritage Foundation/Ahtna, Inc., 1998, переизд. 2011).
Американский лингвист Майкл Краусс отмечает, что в языке современных атна около 50 слов русского происхождения.

## История

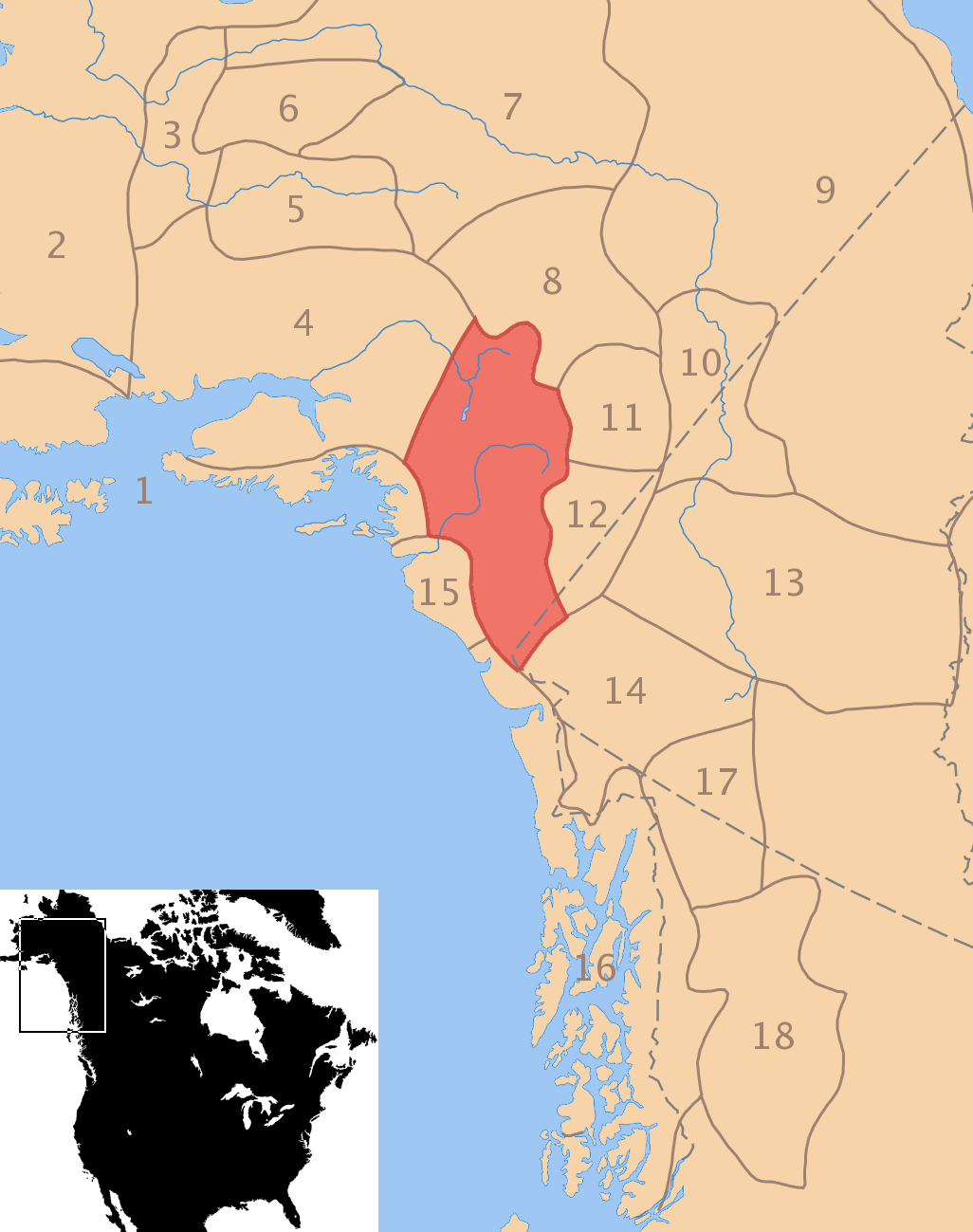
Распространение атна к приходу европейцев.

Около 2 тысяч лет назад атна пришли в предгорье гор Врангеля и Читинскую долину (англ. Chitina Valley).
В 1781 году русские исследователи достигли устья реки Коппер. Первое упоминание индейцев атна в русских источниках появилось в 1783 году в «Журнале» штурмана Потапа Кузьмича Зайкова, побывавшего с тремя судами в районе пролива Принца Вильгельма. Эти сведения Зайков получил от эскимосов чугачей, которые называли их иулитами. Стремясь освоить новые промысловые угодья, русские продвигались дальше на восток. В 1784 году на Кадьяке основал поселение Григорий Иванович Шелихов, в 1786 году его основной конкурент якутский купец Павел Сергеевич Лебедев-Ласточкин на побережье полуострова Кенай заложил поселение — Николаевский редут, а в 1793 году на острове Хинчинбрук (Нучск) в заливе Принца Вильгельма — Константиновский редут, служивший в дальнейшем главной базой проникновения русских в район Медной реки.

### Барановский период

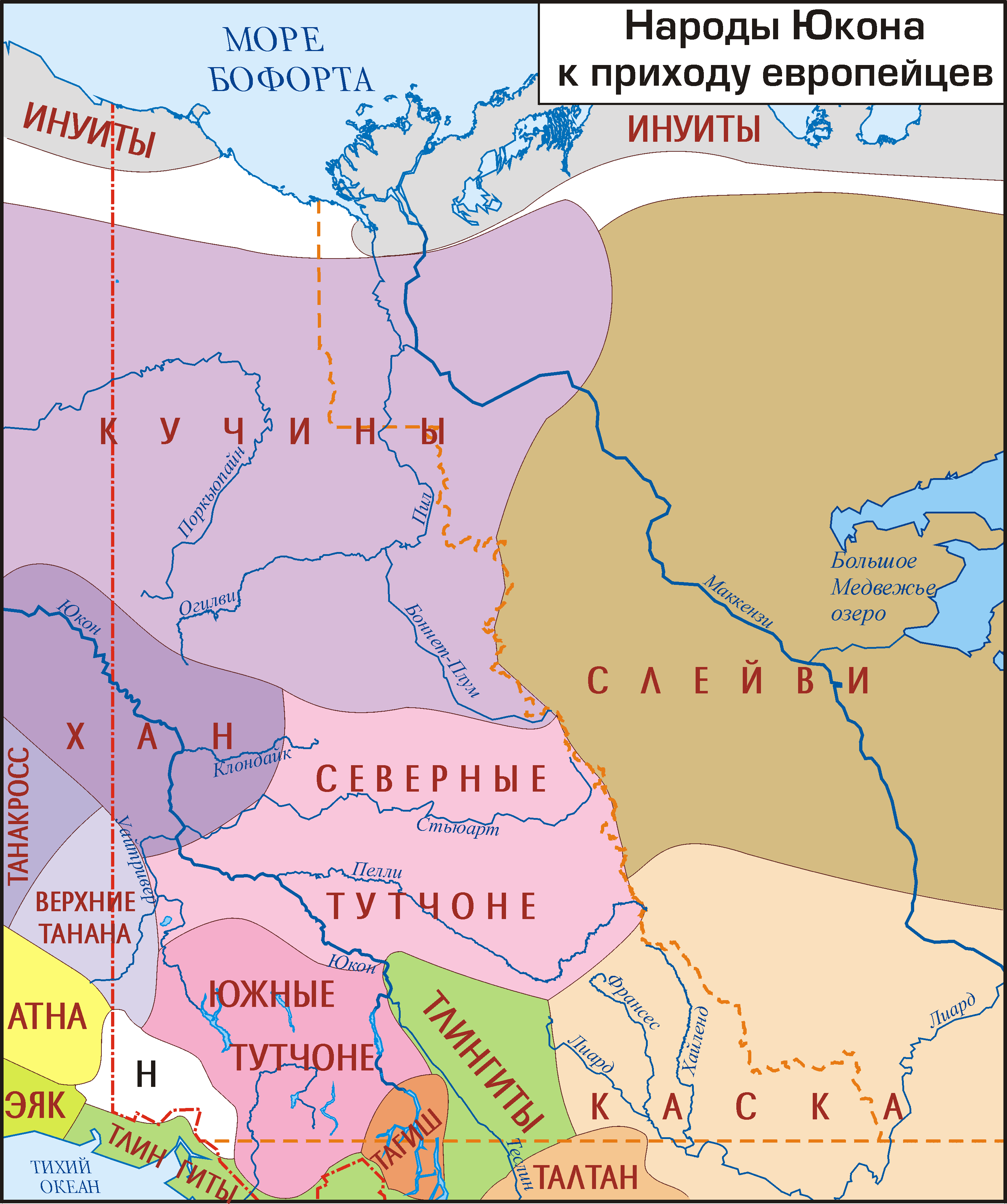
Народы Юкона к приходу европейцев, ок. XIX век

Главный правитель шелиховской компании в Америке Александр Андреевич Баранов в 1796 году отправил офицера корпуса горных инженеров Д. Тарханова по Медной реке в экспедицию, чтобы отыскание в верховьях реки пути в Гудзонов залив, попутно найти месторождения меди и наладить контакт с местными жителями. Едва не погибнув от голода и лишений, Тарханов выполнил миссию частично — у него сложились добрые отношения с индейцами атна. С их помощью в середине мая 1797 года он спустился на байдаре по течению к устью Медной реки, а оттуда добрался до Кадьяка. Очевидно, он был первым из европейцев, побывавшим в нижнем, а возможно, и в среднем течении реки и давшим краткое этнографическое описание жителей этого района.
Баранов в письме от 1 сентября 1797 года к начальнику Константиновского редута Ивану Александровичу Кускову предписал провести перепись медновцев, взять у них надёжных аманатов, выведать места залежей самородной меди и подселить к ним 2-3 промышленников. Переговоры с вождями медновцев прошли успешно, и осенью 1798 года на Медную реку отправились переписчики.
Опасаясь подрыва своей монополии на медь и ухудшения позиций посреднической торговли между побережьем и внутренними районами материка, а также недовольство требованиями русских выдать пленников, вожди атна попытались убить руководителя экспедиции Константина Галактионова, чтобы затем с поддержкой эяков уничтожить Константиновский редут. Тяжело раненный Галактионов добрался до Константиновской крепости и предупредил об опасности. Обострение отношений с медновцами могло подорвать пушную торговлю в этом районе, поэтому Кусков после долгих переговоров заключил с вождями мир.
В 1801 году из-за раздора между заговорщиками племён танаина и атна штурма Константиновской крепости удалось избежать. Весной 1806 и в 1807 годах совместно с чугачами они вновь угрожали уничтожить редут.
Хотя с 1805 года экспедиции на Медную реку прекратились, регулярные контакты между русскими и атна в тот период не прерывались. Индейцы ежегодно летом спускались на кожаных байдарах по реке с грузом пушнины, дублёных лосиных шкур и самородной меди, получая за это в Константиновском редуте европейские товары. С 1810-х годов, а, возможно, и раньше медновцы начинают спускаться вниз по Суситне (Сушитне) для торговли с русскими в Николаевском редуте.

### Период 1818—1867 годов
В 1819 году во время исследовательской экспедиции креола А. И. Климовского в среднем течении Медной близ устья реки Читины была основана Медновская одиночка для торговли с туземцами. В торговую орбиту фактории вошли как низовые, так и верховые атна.
Атна в 1819 году уничтожили русскую стоянку на слиянии рек Коппер (Медной) и Читины.
По данным Петра Петровича Дорошина, до 1850 года атна обменивали в год 60 — 100 шкур рыси, 400—600 шкур куницы и до 10 шкур лисиц, за которые они приобретали товаров на 2000—2500 рублей ассигнациями. Иногда атна поступали на кратковременную службу в РАК, получая за лето жалование товарам до 30 рублей ассигнациями и бесплатную пищу от компании. Обычно они нанимались гребцами на байдару, которая служила для сообщения между Константиновским редутом и Медновской одиночкой. За меха индейцы получали в основном табак и бисер, а также металлические котелки, топоры, хлопчатобумажные ткани и прочее.

Величайшим богатством почитают они бисер. Зажиточнейшие собирают его сколько могут, закапывают в землю и передают, как сокровище, наследникам, которые стараются умножить его.— Ф. П. Врангель
Восточные соседи атна вместе с тлинкитами продавали английские товары из факторий Компании Гудзонова залива. В 1830-х годах медновцы уже имели английские ружья и даже продавали их танаина.
Стремясь предотвратить торговую экспансию англичан и лучше изучить природные ресурсы глубинных районов Аляски, главный правитель Русской Америки в 1840—1845 годах Адольф Карлович Этолин отправил ряд исследовательских партий. Активное содействие экспедиции А. И. Климовского оказали два вождя медновских колчан (верховых атна) — Ките-Жильта и Чаитильтуш, а также один из вождей танаина — Василий Кистахин, которых в феврале 1842 года Этолин наградил серебряными медалями «Союзные России».
Медновская одиночка прекратила существование зимой 1849/50 года, после того как голодавшие индейцы разграбили хранившиеся там запасы продовольствия, и русский приказчик вместе с семьёй вынужден был отправиться в Константиновский редут. Эвакуация Медновской одиночки осложнила и без того не интенсивную между русскими и атна торговлю, которая всё же не прерывалась до продажи Аляски в 1867 году. Основная торговля шла в Константиновском и Николаевском редутах, а также при помощи торговых партий, посылавшихся специально для товарообмена из Константиновского редута в район бывшей Медновской одиночки. Некоторые лояльные медновцы получали от русских товары в долг для скупки пушнины у соседних атапаскских племён.
Основой взаимоотношений русских и атна оставалась прежде всего взаимовыгодная торговля, дававшая одним ценную пушнину, а другим европейские изделия и товары. Хотя в целом хозяйство атна в результате влияния русских не претерпело радикальных изменений, большую роль стали играть пушная охота и товарообмен.

### В составе США
Согласно постановлению 1971 года атна учредили своё ведомство, руководящее 289 га с 8 деревнями.

## Культура

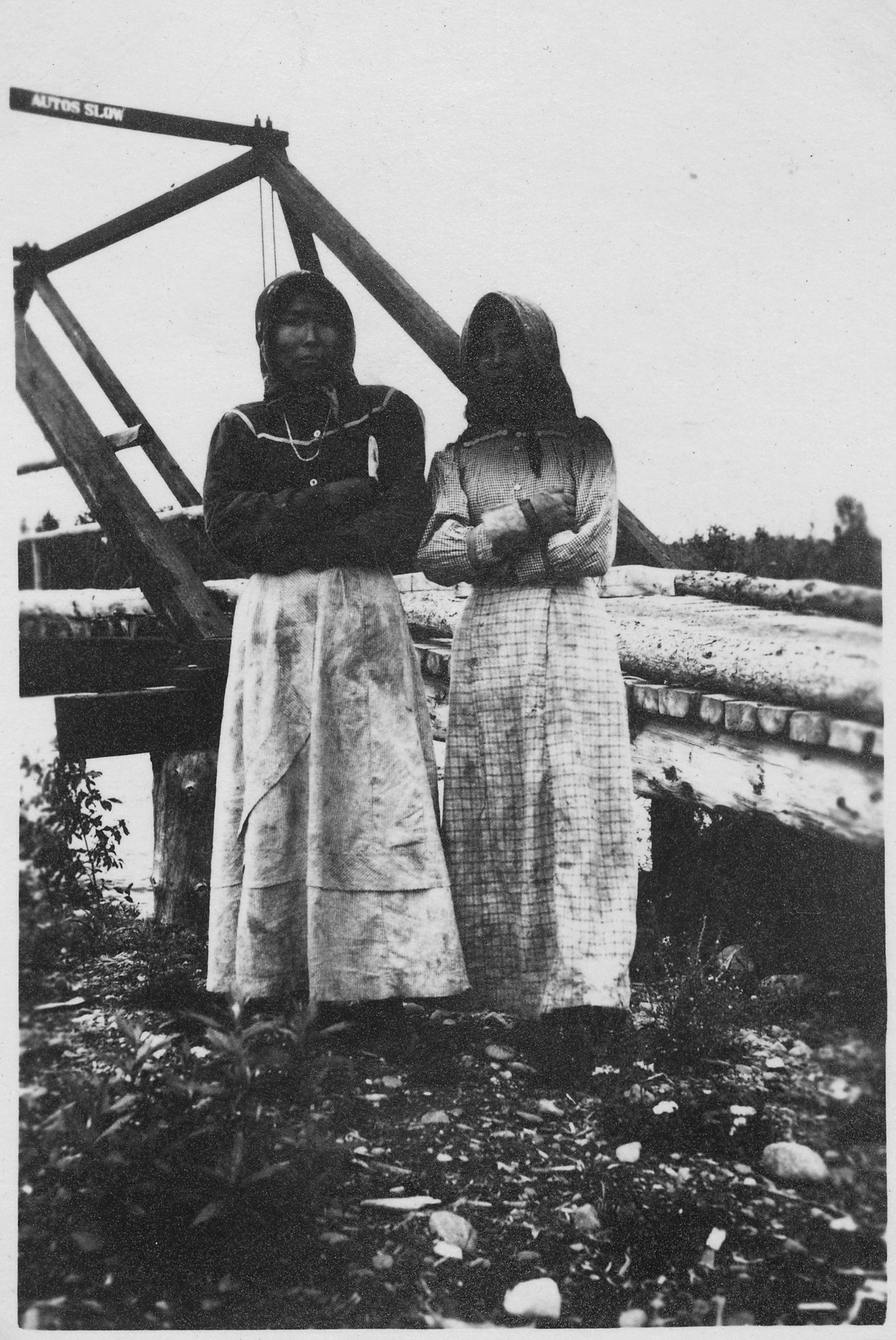
Женщины атна

По культуре и образу жизни они являлись типичным племенем северных атапасков, хозяйство которых базировалось на охоте, рыболовстве и собирательстве. Основой жизнеобеспечения этноса была сезонная охота на оленя-карибу. Помимо оленей атна добывали также лосей, медведей, горных баранов, зайцев и других животных.
Фердинанд Петрович Врангель писал:

Главное занятие медновских составляет охота за дикими оленями… На удачном промысле оленей основано самое существование народа: олень доставляет ему одежду и пищу; рыба (лосось во время нереста) не доходит до жительства медновских в таком изобилии, чтобы они могли запасать её на целую зиму.
Обеспечение себя пищей не всегда проходило удачно. Зимой 1828 года, по данным Ф. П. Врангеля, более 100 атна стали жертвами голодной смерти из-за неудачной осенней охоты.
Хотя традиционное хозяйство атна состояло целиком из присваивающих отраслей, имущественное и социальное расслоение благодаря торговли медью с соседними племенами зашло уже достаточно далеко: богатые вожди имели в своём распоряжении рабов калгов.

Разные поколения кольчан враждуют между собою; дальних описывают весьма свирепыми и сказывают, что они употребляют человеческое мясо для утоления голода при недостатках.

### Религия
Атна приписывают создание земли и человека Ворону, который похищал стихии одну за другой.
Трупы сжигают, прах заворачивают в чистые ровдуги (выделанные оленьи кожи) и хранят в ящичках на столбе, или на дереве. Поминки умерших родственников справляют ежегодно.
В результате контактов с русскими атна заимствовали некоторые религиозные представления и христианскую атрибутику. Под влиянием русских покойник поминался теперь не тридцать, как прежде, а сорок дней; хоронили умерших в гробах, окружали могилу изгородью и водружали над ней православный крест; низовые атна заимствовали русские христианские имена, полученные при крещении. В 1885 году экспедицию лейтенанта Г. Т. Аллэна сопровождал вождь Николай и индеец Вани, то есть «Ваня».